# Willem Hendrik van der Wall
Willem Hendrik van der Wall (Utrecht, 15 oktober 1716 – aldaar, 25 oktober 1790) was een Nederlandse beeldhouwer en beeldsnijder.

## Leven en werk
Van der Wall werd opgeleid in Antwerpen bij de beeldhouwers Jacobus Cressant en Jan-Baptist Xavery. In 1764 werd hij lid van het Sint-Lucasgilde in Utrecht. Hij maakte christelijk-religieus beeldhouwwerk, vooral heiligenbeelden. Grotere werken voerde hij vaak in hout uit, kleinere werken in terracotta of marmer. Een voorbeeld van zijn werk zijn het beeld van de heilige Adrianus en de twaalf apostelbeelden die hij maakte voor een voorloper van de Adrianuskerk in Langeraar. Hij maakte daarnaast ook houtsnedes.
Van der Wall overleed in zijn woonplaats Utrecht op 74-jarige leeftijd. Hij is de vader van landschapsschilder Willem Rutgaart van der Wall.

## Fotogalerij

Lucas
Willibrord
Bonifatius

## Werk in openbare collecties (selectie)
- Centraal Museum
- Museum Catharijneconvent
- Rijksmuseum Amsterdam